# 앨리 맥도널드
앨리 맥도널드(Allie MacDonald, 1988년 9월 17일 ~ )는 캐나다의 배우이다.

## 출연 작품
- 언더 더 실버레이크